# Sticherus tahitensis
Sticherus tahitensis är en ormbunkeart som först beskrevs av Edwin Bingham Copeland, och fick sitt nu gällande namn av Harold St.John. Sticherus tahitensis ingår i släktet Sticherus och familjen Gleicheniaceae. Inga underarter finns listade.